# Dujam II. Krčki (Frankopan)
Dujam II. Krčki (*?, sredina 13. stoljeća – †?, 1317.), hrvatski velikaš, pripadnik roda knezova Krčkih, kasnije nazvanih Frankopani. Njegovo ime spominje se u ispravi kralja Ladislava IV. Arpadovića (zvanog „Kumanac“) iz godine 1279. u kojoj mu se potvrđuju posjedi Vinodol i Modruš. Bio je među onim krupnim hrvatskim plemstvom, kao i Šubići Bribirski i dijelom Babonići, koje je podupiralo dolazak dinastije Anžuvinaca na hrvatsko-ugarsko prijestolje. Godine 1308. postao je, nakon smrti bratića Leonarda, starješina svih knezova Krčkih. Širio je svoja imanja i utjecaj, te je postao jedan od najmoćnijih hrvatskih feudalaca na početku 14. stoljeća, imavši pod svojom vlašću Modruš, Vinodol, Gacku dolinu s Otočcem, Senj, Požegu i druge posjede. 

## Životopis

### Podrijetlo i obitelj
Knez Dujam rođen je kao sin Fridrika II. Krčkog sredinom 13. stoljeća, u vrijeme vladavine kraljeva iz dinastije Arpadovića. Nema dostupnih podataka o mjestu i nadnevku njegova rođenja, niti je li imao braće. Prvi spomen njegova imena javlja se 1279. kada je obitelj od kralja dobila potvrdu za vlastelinstva Modruš i Vinodol. Fridrik II. umro je u vremenu poslije 1288. godine i Dujam je naslijedio njegov imetak i naslove (među kojima i onaj gospodara Krka). U to doba njegova dva strica, Bartol IV. i Vid IV., već su bili pokojni, pa su jednim dijelom obiteljskih imanja upravljali Vidovi sinovi Ivan III. i Leonard, Dujmovi bratići. Dujam ih je obojicu nadživio i naslijedio dio njihovih posjeda, pa je tako od Ivana III. preuzeo naslov podestata ili potestata (načelnika) Senja.
Godine 1297. dao je, zajedno s bratićem Leonardom (znamenitim po  Vinodolskom zakoniku) u Senju izgraditi franjevački samostan i crkvu sv. Petra, koji su se nalazili izvan utvrđenih gradskih zidina i gdje su sljedećih stoljeća sahranjivani članovi roda Frankopana. Kada je 1308. godine Leonard umro, Dujam je sâm postao najmoćniji knez Krčki svoga vremena. Njegov ogranak, koji je imao veće posjede u kopnenom dijelu ondašnje Hrvatske, sve je više jačao,  dok je otočni ogranak na samom Krku postupno slabio i kasnije, smrću braće Bartola VII. i Nikole II. Krčkog oko 1386.g., izumro.

### Sudjelovanje u dinastijskim borbama 1290-1301.
Godine 1290. je na hrvatsko-ugarsko prijestolje stupio Andrija III. Arpadović (zvan „Mlečanin“), posljednji izdanak dinastije Arpadovića, i tada su se razbuktala već od ranije postojeća brojna osporavanja njegovog prava na krunu. Izbili su čak i otvoreni sukobi među domaćim plemićima, ali i vanjskim pretendentima na tron. Dujam i njegovi rođaci bili su uz one koji nisu podupirali kralja, nego poduzimali aktivnosti da krunu preuzmu Anžuvinci iz napuljske loze, koja je po ženskoj liniji bila povezana s Arpadovićima, jer je Marija, supruga napuljskog kralja Karla II. („Hromog“), bila sestra kralja Ladislava „Kumanca“. 
Dujam se, kao pristaša Anžuvinaca, na strani kojih je bio veliki dio hrvatskog krupnog plemstva, uključujući Šubiće Bribirske i pojedine pripadnike Babonića, pridružio hrvatsko-ugarskom izaslanstvu koje je 1291. otputovalo u Napulj na pregovore s tamošnjim Anžuvincima o njihovom preuzimanju vlasti. Isto je Dujam učinio i 1300. godine, kojom prigodom mu je napuljski kralj Karlo II. priznao sve posjede i naslove koje je do tada stekao. Pri povratku iz Napulja s delegacijom je u Zadar doveden i mladi Karlo Robert (1288-1342.), anžuvinski pretendent na krunu, koji je zatim nastavio put na sjever prema Ugarskoj, te se kasnije, nakon što je 1301. umro Andrija „Mlečanin“, uspio popeti na prijestolje. 
Dujmove veze s Napuljskim Kraljevstvom bile su kontinuirane i razmjerno čvrste, pa je on i 1306. godine bio na napuljskom dvoru kod kralja Karla II. i kraljice Marije, što upućuje na njegove značajne zasluge pri stupanju anžuvinske dinastije na hrvatsko-ugarski tron i ulogu promoviranja njihovih interesa.

### Odnosi s Mlečanima
Odnosi kneza Dujma s Mlečanima, kao i odnosi svih drugih knezova Krčkih s njima, bili su složeni i slojeviti, poglavito zbog specifičnosti položaja otoka Krka i ostalih dijelova Hrvatskog primorja s obzirom na mletačke aspiracije prema tom dijelu hrvatskog teritorija. Općenito, prevladavali su dobri međusobni odnosi, jer je to bilo u interesu obiju strana. U pojedinim razdobljima, ipak, ti su odnosi bili loši.
Tako su, primjerice, bili dobri 1308. godine, kada je Dujam bio na strani Mletačke Republike u njenom ratu protiv Ferrare, koja je imala saveznike u papi i Napuljskom Kraljevstvu. Ipak, ubrzo potom, odnosi su se pokvarili, jer je Dujam htio prisiliti svoju nećakinju Ginevru, kćer netom preminulog bratića Leonarda, da se uda za jednog ugarskog plemića, čime bi stekao veći utjecaj u Ugarskoj. Taj pokušaj osujetio je mletački dužd, pruživši utočišće Ginevri u Veneciji, što je izazvalo trzavice između Dujma i Mlečana.
S druge strane, poduprijevši dužda Petra Gradenika u unutrašnjim mletačkim previranjima, stekao je njegovu naklonost i postao mu savjetnik. To je bila posljedica interesa za suradnju kod obiju strana, jer je Dujam puno trgovao robom s Mlečanima i imao velika ulaganja u nekretnine na području Venecije i njene okolice, iz čega je izvlačio dobit, a imao je i svojevrsnu zaštitu i privilegije u Republici. Mlečanima je pak odgovaralo da hrvatski knez ulaže u trgovačke i nekretninske poslove na njihovom teritoriju, ali i sudjeluje u njihovim vojnim pothvatima. Uz to, vrebali su pogodnu priliku da zbace knezove Krčke sa samog otoka Krka (pa i drugih susjednih kopnenih područja) i postave za knezove pripadnike neke od vladajućih mletačkih obitelji. Krčki su, međutim, bili toliko jaki, da im to nije uspijevalo, ni prije vremena Dujma, a niti dugo poslije njega, nego tek 1480. godine, kada su elegantno i vješto izmanipulirali kneza Ivana VII. Frankapana i izravno preuzeli upravljanje otokom Krkom.

### Posljednje godine i smrt
Za razliku od nekih drugih hrvatskih velikaša (npr. Mladena II. Šubića Bribirskog), koji su uporno nastojali samostalno upravljati svojim posjedima neovisno o kralju i koji su se suprotstavljali Karlu I. Robertu, Dujam mu je ostao do kraja lojalan.
Kralj mu se odužio tako što mu je darovao nove posjede i titule, kao i potvrdio stare, pa je, na primjer, 1311. godine, zajedno sa sinom Fridrikom III., postao požeški župan, 1315. „trajni gospodar Senja“, a darovnicom datiranom 20. rujna 1316. dobio potvrdu vlasništva nad Otočcem i Gackom (koje je imao od 1300. godine). U jednom dokumentu spominje se kao „knez krčki, modruški, vinodolski i senjski“.
Kako je istodobno bio pridruženi pripadnik vladajuće oligarhije u Veneciji, zadržao je do kraja života i razmjerno korektne odnose s Mletačkom Republikom.
Knez Dujam II. Krčki umro je 1317. godine, a baštinu je ostavio sinu Fridriku III.

## Nasljeđe
Fridrik III. Krčki naslijedio je svog oca i provodio i dalje njegovu politiku vjernosti kralju Karlu Robertu, nastavivši uspon knezova Krčkih u Hrvatsko-Ugarskom Kraljevstvu. U njegovo vrijeme su u posjed obitelji ušli, između ostalog, Slunj i Drežnik. Obiteljsku lozu je nastavio Fridrikov sin Bartol VIII. Krčki, a Ivan V. (Anž) Krčki, sin potonjeg, postao je 1391. hrvatski ban, prvi među knezovima Krčkim, odnosno Frankopanima, započevši tako dolazak na vrhunac moći i utjecaja tog hrvatskog velikaškog roda, kojeg će Anžov sin Nikola IV., dosegnuvši taj vrhunac, oko godine 1430., uz podršku pape Martina V. preimenovati u Frankopane.

## Posjedi Dujma II. Krčkog
- Modruš s utvrdom Tržan grad
- Utvrđeni grad Senj
- Vinodol s nekoliko utvrda (na slici je Kula Bribir)
- Gacka dolina – posjed koji je Dujmu kralj potvrdio 1316. g.

## Vanjske poveznice
- Povjesničar Vjekoslav Klaić o knezu Dujmu II.
- Povjesničar Lujo Margetić o knezu Dujmu II.
- Dujam II. kao jedan od značajnih pripadnika višestoljetnog plemićkog roda Frankopana  Arhivirana inačica izvorne stranice od 5. kolovoza 2018. (Wayback Machine)
- Dinastijske borbe za prijestolje u vrijeme Dujma II.
- Dujam II. dobio je darovnicom Gacku i Otočac
- Dujam II. nazivao se knezom krčkim, modruškim, vinodolskim i senjskim  Arhivirana inačica izvorne stranice od 17. veljače 2021. (Wayback Machine)
- Dujam II. imao je kneževsko pravo u Senju